# 国鉄セム8000形貨車
国鉄セム8000形貨車（こくてつセム8000がたかしゃ）は、かつて、日本国有鉄道（国鉄）に在籍した15 t積の石炭車である。

## 概要
セム8000形は1951年（昭和26年）から1965年（昭和40年）にかけて1,780両（セム8000 - セム9779）が製造された15 t積み石炭車である。製作は川崎車輛、汽車製造、新三菱重工業の3か所にて行われ、落成後全車門司鉄道局へ配置された。（後に少数の車両が四国へ移動した）前級であるセム6000形に対して台枠を強化し、溶接による製作法を採用した。
1957年（昭和32年）度に本形式を発展させた17 t積みセラ1形が開発された。セラ1形は本形式に対して高さこそ上回るものの、全長、全幅は本形式と同寸法で積載効率に優れていた。この為昭和36年度より昭和40年度にかけて行われた貨車整備工事により昭和36年度800両、昭和37年度500両、昭和38年度100両、昭和40年度379両の車両合計1,779両がセラ1形ヘの改造が行われた。（セム8976の1両のみ廃車）この結果本形式全車両が本形式を離脱し1965年（昭和40年）に形式消滅となった。
車体塗色は黒、寸法関係は全長は6,300 mm、全幅は2,562 mm、全高は2,900 mm、自重は9.3 t、換算両数は積車2.4、空車1.0であった。